# إبراهيم الجلطي
إبراهيم أو إبراهيم الجلطي كان رقيبا في القوات البرية الملكية المغربية جنبا إلى جنب مع جندي آخر يُدعى جمال الزعيم، وقد نددا كلاهما بالفساد الذي يسري في عروق الجيش المغربي. حيث ذكرا في تقرير لهما أن مسؤولين رفيعي المستوى يقومون بتوظيف جنود في مزارعهم خاصة مستغلين بذلك سلطتهم وصلاحيات مهنتهم.
أراد إبراهيم الجلطي أن يظهر الدلائل على ما كتبه في تقريره مباشرة إلى محمد السادس في عام 2002، ومن أجل هذا أخذ وهو باقي رفقائه مجموعة من الرهائن مطالبين من خلالهم لقاء الملك، لكن تم إلقاء القبض عليه وحوكم بالسجن مدة 9 سنوات بتهمة الفساد خصوصا وأن الوثائق التي كان قد أعدها دمرت وتم التخلص منها بالكامل.
في كانون الثاني/يناير 2014، بدأ الجلطي الذي ينحدر من الجهة الشرقية تحديدا مدينة وجدة  بدأ اعتصاما بالقرب من الحدود الجزائرية، وقد نشر في وقت لاحق الوثيقة التي تبين تفاشي الفساد في صفوف المسؤولين في الجيش كما ضمت الوثيقة أسماء مجموعة من المسؤولين المتورطين في التهريب عبر الحدود.

## وصلات خارجية
- تقرير عن إبراهيم الجلطي